# Пашкова, Юлия Фёдоровна
Юлия Фёдоровна Пашкова (1923—1943) — участница Великой Отечественной войны, летчица 46-го гвардейского легкобомбардировочного ночного авиационного полка, гвардии старший сержант.

## Биография
Родилась в 1923 году в станице Камышеватская Краснодарского края.
В действующей армии с 1942 года. Старший летчик 46-го гвардейского ночного бомбардировочного авиационного полка 325-й ночной бомбардировочной авиационной дивизии 4-й воздушной армии.
Член ВЛКСМ.
Участвовала в битве за Кавказ, освобождении Кубани, наносила бомбовые удары по военным объектам врага.Совершила 90 боевых вылетов, сбросила 13500 кг авиабомб.
Погибла в ночь с 31 марта на 1 апреля 1943 года во время выполнения боевого задания:

В апреле 1943 года мы стояли в станице Пашковская, на окраине Краснодара, откуда летали в течение двух месяцев. Там в ночь на 1 апреля произошла трагедия…
Как всегда аэродром был не освещён, самолёты, возвращаясь с боевого задания, подходили в полной темноте и с погашенными огнями АНО (аэронавигационные огни — три лампочки: на правой, левой плоскости и на хвосте: красный, белый и зелёный). На четвёртом развороте самолёт Юли Пашковой и Кати Доспановой столкнулся с самолётом командира эскадрильи Полины Макагон и Лиды Свистуновой. На старте услышали только треск и грохот от падения машин. Они были полностью разбиты. Макагон и Свистунова погибли сразу. Юлю пытались спасти, но 4 апреля она тоже умерла.
Кто-то был виноват в этой катастрофе, отвлёкся, не разглядел силуэт идущей впереди машины. И мы заплатили за это тремя жизнями…
— Ракобольская И., Кравцова Н. Нас называли ночными ведьмами. Так воевал женский 46-й гвардейский полк ночных бомбардировщиков. 2-е издание, дополненное. - М. Издательство МГУ, 2005.
Похоронена в сквере Казачьей Славы станицы Пашковской, ныне микрорайон города Краснодара.

## Память
В станице Пашковской был установлен обелиск с мраморной табличкой и надписью похороненных.

## Награды
Орден Отечественной войны 1-й степени (апрель 1943 года)